# Audi A2
Audi A2 – samochód osobowy klasy aut miejskich produkowany przez niemiecką markę Audi w latach 1999 - 2005.

## Historia  modelu

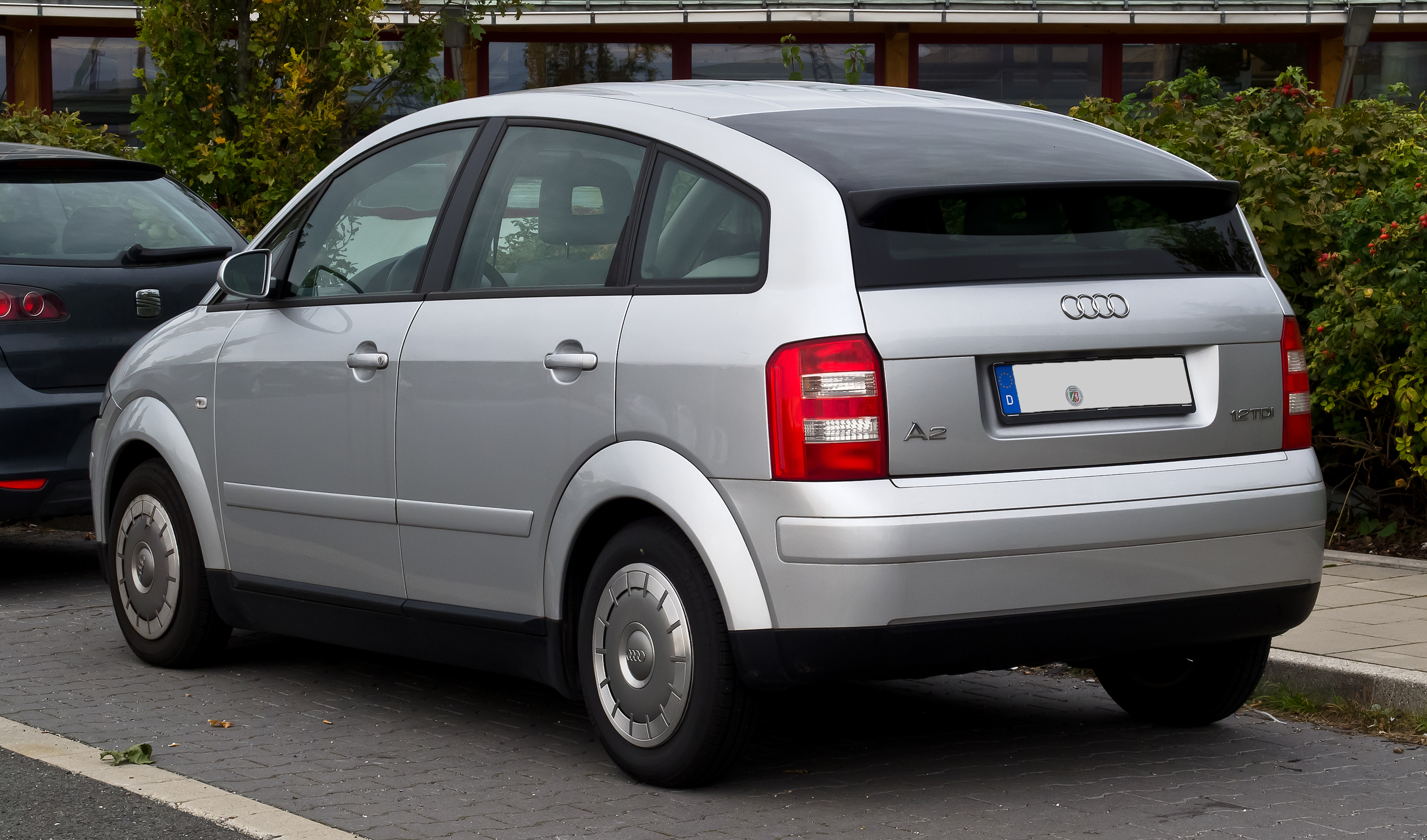
Audi A2 - tył przed liftingiem

Geneza pojazdu sięga roku 1997, kiedy to podczas targów motoryzacyjnych we Frankfurcie zaprezentowany został samochód koncepcyjny Audi Al2, który ewoluował i w wersji produkcyjnej został zaprezentowany podczas tych samych targów motoryzacyjnych dwa lata później. Sprzedaż samochodu ruszyła wiosną 2000 roku zaś cena podstawowa na polskim rynku wynosiła od 62 tysięcy zł w zależności od wersji, były też wersje z pełnym wyposażeniem warte około 100.000zł.. Karoseria pojazdu wykonana została z aluminium osadzonego na ramie przestrzennej  ze stopów: 7075 T6 /T7  oraz AZC1231  czyli stopy aluminium, cynku, miedzi i magnezu, zbudowane w technologii ASF (Audi Space Frame), czyli specjalnej konstrukcji stabilnej kabiny pasażerskiej z kontrolowanymi strefami zgniotu z przodu i tyłu auta. Tylna klapa (większa jej część), wszystkie błotniki, nadkola,  progi i podłoga bagażnika są w całości z tworzywa sztucznego. Przód pojazdu stylistycznie nawiązuje do modelu TT.
W 2001 roku do gamy jednostek napędowych pojazdu wprowadzono trzycylindrowy silnik wysokoprężny 1.2 TDI, a rok później nowoczesny silnik benzynowy 1.6 FSI wyposażony w bezpośredni wtrysk paliwa. W lipcu 2002 roku wzbogacone zostało seryjne wyposażenie pojazdu, a także zwiększona została pojemność zbiornika paliwa. W grudniu tego samego roku wprowadzono do oferty wersję "color strom" - trzy nowe kolory nadwozia wyposażone w czarne detale. W 2003 roku auto przeszło delikatną modernizację: 
- zastosowana została nowa atrapa chłodnicy
- powiększono zbiornik paliwa do 42L
- zastosowano inne podszybie, aby woda nie dostawała się pod maskę
- zastosowano odpowietrzanie skrzyni korbowej i podgrzewacz oleju (podgrzewana odma)
- zastosowano stalowe wahacze w przednim zawieszeniu (zamiast aluminiowych)
- zaczęto montować gumowe tuleje w tylnym zawieszeniu (zamiast z tworzywa)
- zastosowano inny – niewadliwy moduł ABS
- wprowadzono inne spryskiwacze szyby przedniej
- nieco zmieniono materiał pokrycia deski rozdzielczej (gumowana powłoka przycisków)
- wprowadzono inne i inaczej oznaczone przełączniki otwierania szyb i lusterek, oraz inne wtyczki do ich podłączenia
- wzbogacono seryjne wyposażenie (np. standardowo były już podgrzewane lusterka)[1].

Produkcję tego modelu zaprzestano w  2005 roku. Koncepcja samochodu nie została kontynuowana, gdyż jego sprzedaż nigdy nie osiągnęła zakładanego poziomu (zadecydowała wysoka cena na tle konkurencji oraz innowacyjność). A2 okazało się zbyt futurystyczne i niekonwencjonalne jak na swoje czasy. Łącznie wyprodukowano 176 377 egzemplarzy pojazdu.

### Silniki[5]
| Silnik                | Pojemność skokowa [cm³] | Typ silnika        | Moc maksymalna [KM] przy obr./min | Maks. moment obrotowy [Nm] przy obr./min | Przyspieszenie 0-100 km/h [s] | Prędkość maks. [km/h] |                    |                    |                    |
| Silniki benzynowe:    | Silniki benzynowe:      | Silniki benzynowe: | Silniki benzynowe:                | Silniki benzynowe:                       | Silniki benzynowe:            | Silniki benzynowe:    | Silniki benzynowe: | Silniki benzynowe: | Silniki benzynowe: |
| --------------------- | ----------------------- | ------------------ | --------------------------------- | ---------------------------------------- | ----------------------------- | --------------------- | ------------------ | ------------------ | ------------------ |
| 1.4 16V               | 1390                    | R4 DOHC            | 75 (55)/5000                      | 126/3800                                 | 12,3                          | 183                   |                    |                    |                    |
| 1.6 FSI               | 1598                    | R4 DOHC            | 110 (81)/5800                     | 155/4400                                 | 9,8                           | 202                   |                    |                    |                    |
| Silniki wysokoprężne: |                         |                    |                                   |                                          |                               |                       |                    |                    |                    |
| 1.2 TDI               | 1191                    | R3 SOHC            | 61 (45)/4000                      | 140/1800-2400                            | 14,9                          | 168                   |                    |                    |                    |
| 1.4 TDI               | 1422                    | R3 SOHC            | 75 (55)/4000                      | 195/2200                                 | 12,6                          | 175                   |                    |                    |                    |
| 1.4 TDI               | 1422                    | R3 SOHC            | 90 (66)/4000                      | 230/1900-2200                            | 10,9                          | 192                   |                    |                    |                    |

### Wyposażenie
- Standard
- SE
- Sport
- Special Edition
- Advance
- Style
- High Tech
- S-Line
- Color strom

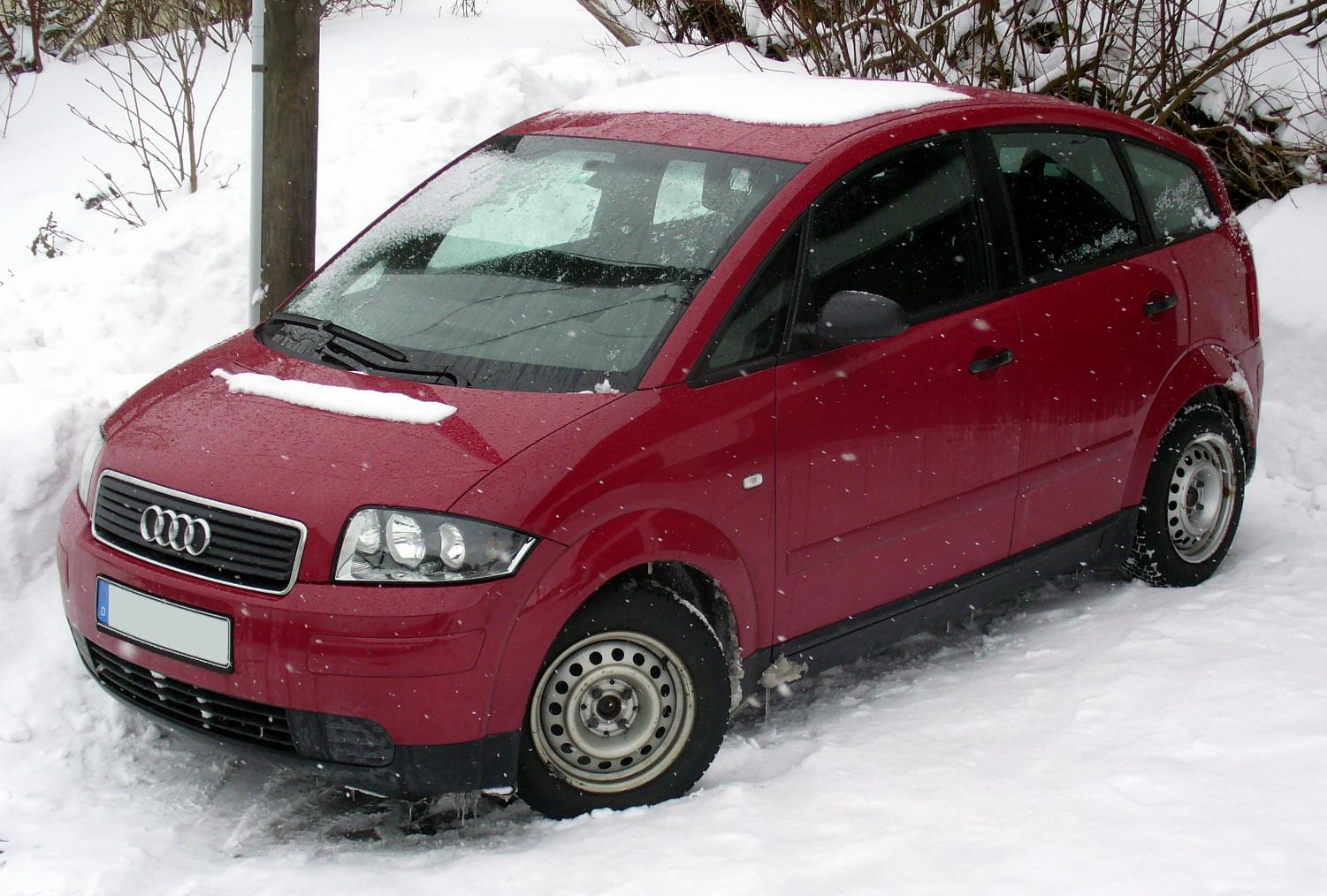
Audi A2 po liftingu

Standardowe wyposażenie pojazdu obejmuje m.in. 4 poduszki powietrze, system ABS z EBV, elektryczne sterowanie szyb przednich, elektryczne sterowanie lusterek oraz podgrzewanie, zamek centralny oraz wspomaganie kierownicy i fotele przednie z regulacją wysokości. Opcjonalnie, auto wyposażone może być także m.in. w system ESP, EDS, ASR, klimatyzację manualną lub automatyczną, światła przeciwmgłowe oraz skórzaną tapicerkę, elektryczne sterowanie szyb tylnych, sportowe fotele, tempomat, panoramiczny dach, a także system nawigacji satelitarnej z tunerem TV, system audio firmy Bose oraz webasto i 15 lub 17-calowe alufelgi.

## Audi A2 Concept

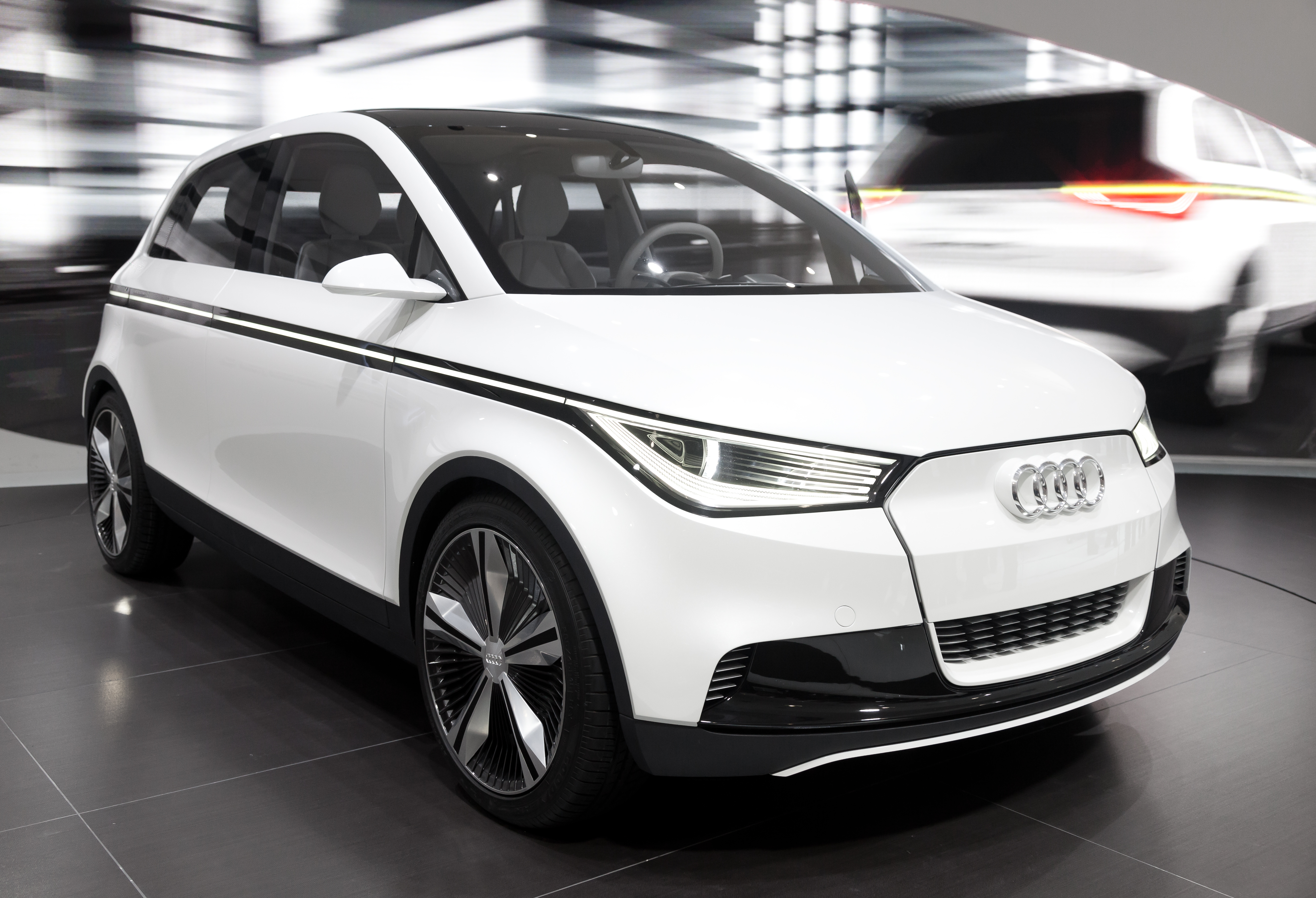
Audi A2 Concept

W 2011 roku podczas targów motoryzacyjnych we Frankfurcie zaprezentowano koncepcyjną, całkowicie elektryczną wersję pojazdu - Audi A2 Concept. Auto wyposażone zostało w napęd trakcyjny pozwalający na dynamiczną jazdę oraz pakiet akumulatorów zapewniający zasięg 200 km. 